# Agrostis labillardieri
Agrostis labillardieri é uma espécie de gramínea do gênero Agrostis, pertencente à família Poaceae.